# Michael Schomers
Michael Schomers (* 2. April 1949 in Essen; † 23. Juni 2016) war ein deutscher Fernsehjournalist, Autor, Regisseur und Produzent, der in den Bereichen Investigativer Journalismus und Fernsehreportagen arbeitete.

## Leben
Nach einer Ausbildung als Groß- und Außenhandelskaufmann machte Schomers das Abitur auf dem zweiten Bildungsweg. Das Studium der Pädagogik, Psychologie, Soziologie und Politikwissenschaft schloss er als Diplom-Pädagoge ab.
Von 1979 bis 1981 war Schomers wissenschaftlicher Mitarbeiter am „Institut für Mediendidaktik“ der Erziehungswissenschaftlichen Hochschule Rheinland-Pfalz in Koblenz. Ab 1982 war er als freier Journalist tätig. 1991 gründete er die „Lighthouse Film & Medienproduktion“.
Neben seiner journalistischen Tätigkeit nahm Schomers Lehraufträge unter anderem an der Fachhochschule Hannover, der Hochschule Ostwestfalen-Lippe und der Fachhochschule Gelsenkirchen wahr. Ab 2011 war er gemeinsam mit dem Kameramann Markus Schott Fachbereichsleiter Film/Fernsehen an der Medienakademie WAM. 2010 gründete er am Gymnasium Schloss Hagerhof in Bad Honnef die Fernsehschule Hagerhof.

## Auszeichnungen
- 1988: Eduard-Rhein-Kulturpreis für Giftig, ätzend, explosiv
- 1. Preis in der Kategorie „Fernsehen“ des Verbands kommunaler Unternehmen für Wasser. Macht. Geld

## Werke

### Bücher
- Auf die Einstellung kommt es an: arbeitslose Lehrerinnen und Lehrer erzählen von Trauer, Wut und neuen Wegen (1986)
- Giftig, ätzend, explosiv: gefährliche Transporte auf unseren Straßen (1988)
- Deutschland ganz rechts (1990)
- Alltag Armut: mein Leben mit 539.– DM Sozialhilfe. Ein Experiment (1998)
- Die Fernsehreportage: von der Idee zur Ausstrahlung. Reportage, Dokumentation, Feature. Ein Buch für Einsteiger im Film- und TV-Business (2001)
- Todsichere Geschäfte: wie Bestatter, Behörden und Versicherungen Hinterbliebene ausnehmen (2007)
- Der kurze TV-Beitrag (2012)[3]

### Fernsehreportagen und Dokumentationen
- Giftig, ätzend, explosiv – Gefährliche Transporte auf den Straßen (ZDF 1986)
- Konzerne im Kaufrausch (ZDF 1989)
- Deutschland ganz rechts – Sieben Monate als Republikaner (1991)[4]
- Kriegsmarsch – Deutsche Minensucher im Mittelmeer (WDR 1991)
- Bis Du am Steuer einschläfst (ZDF 1992)
- Fähren – Todesfallen auf See? (WDR 1993)
- Gesucht wird … Russisch Roulette auf See (WDR 1993)
- Hilfe ohne Ende? Deutsche Helfer in Ruanda (ZDF 1995)
- Traumziel: Yukon und Alaska (WDR 1995)
- Traumurlaub alles inklusive (ZDF 1996)
- Zu lang, zu breit, zu hoch (ZDF 1998)
- Alltag Armut – Leben mit 539,– Mark Sozialhilfe (WDR 1999)
- Tante Emma auf Rädern (SWR 2000)
- Schneller, weiter, höher – Alptraum Verkehr (arte 2000)
- Alleinunterhalter (SWR 2001)
- Das schwarze Gold der Nordsee (ZDF 2001)
- Die wilden Kerle (arte 2001)
- Am Ende der Welt: Kap Hoorn (arte 2002)
- Die Stromspanner von Montabaur (SWR 2003)
- Kommissar Spürhund (SWR 2003)
- Musik ohne Noten (SWR 2003)
- Rubbellos und Dauerwelle (SWR 2003)
- Unwetter über der Eifel (SWR 2003)
- Wasser! Macht! Geld! (arte 2003)
- Krempel & Co (SWR 2004)
- Land unserer Väter (2004)
- Party in Rot (SWR 2004)
- Wenn es Nacht wird im Truck Stop (SWR 2004)
- Gemischtes Doppel im Fahrerhaus (SWR 2006)
- Ein Todesfall und viele Probleme (WDR 2008)
- „Loreley voraus.“ Mit einem Schlepperkapitän durchs „Gebirge“ (SWR 2009)
- Menschenlandschaften (WDR 2010; sechsteilige Filmreihe, jeweils 30 Minuten – Produzent)
- John Hare. König der Wildkamele (arte 2011)
- Schiffbrüchig in der Mongolei (Menschen hautnah, arte/ZDF 2012)